# Еморі Ловінс
Е́морі Ло́вінс (англ. Amory Lovins) (нар. 13 листопада 1947) — американський вчений-фізик. Один із ідеологів і теоретиків «зеленого» руху. Публічне визнання Ловінс отримав після статті «Енергетична стратегія: невибраний шлях?», опублікованої в журналі Foreign Affairs в 1976 році у розпал енергетичної кризи. На думку Ловінса, США занадто залежать від імпортної нафти, вугілля й атомних електростанцій. Ловінс запропонував альтернативу.
«Існує комплекс енергетичних технологій, які відрізняються рядом загальних рис і досить привабливі в технічних, економічних і політичних відносинах, але не мають загальної назви. За відсутності більш прийнятного терміна я буду називати їх „м'якими“ технологіями. Відповідно до недавніх досліджень, у Сполучених Штатах може бути створена економіка, цілком або значною мірою заснована на сонячній енергії».
У список цих технологій, крім сонячної енергетики, Ловінс включив енергію вітру, а також водневий двигун. При цьому він не обмежився голою теорією: Ловінс винайшов автомобіль на водневому двигуні, так званий «гіперкар», і одержав на його розробку півтора мільйона доларів від корпорації BP-Amoco та техаського мільярдера Сема Уайлі.
Ловінс виходить із того, що електрика — форма, у який споживається левина частка енергії — є вкрай неекономічною, коли воно виробляється спалюванням палива або шляхом ядерної реакції. На все, що не зводиться до низькотемпературного підігріву й охолодження, іде лише 8 % електроенергії, інше розсіюється в атмосфері. На думку Ловінса, шляхом економії цей обсяг можна скоротити до 5 %, в основному за рахунок більше помірного освітлення промислових об'єктів, а більшість інших потреб можна задовольняти шляхом раціонального використання енергетичних відходів — зокрема, тієї ж пари, яка у результаті деяких технологічних процесів може досягати температури в кілька тисяч градусів Цельсія. Таким чином, для покриття енергетичних потреб країни не знадобиться будівництва нових вузлових електростанцій — досить буде допоміжних генераторів на енергоємних підприємствах.
Окрім того, Еморі Ловінс вважає, що раціональне використання нафти дозволить наполовину скоротити її споживання у світових масштабах.
Амори Ловінс, відомий своїми публікаціями про альтернативну енергію, не зупинився на теорії. Він побудував надзвичайно добре ізольований сонячний пасивний будинок у Старому Сноумасі в Колорадо на висоті 2164 метрів. У зимовому саду квітувала тропічна рослинність, а піч використовувалась дуже рідко. Вивчення цих прикладів Пасивних Будинків додало впевненості та гарантії, що фізика працює на практиці. В 1995 році Амори Ловінс відвідав Пасивний Будинок у м. Дармштадт Краніхштайн. Саме він запропонував, щоб Пасивний Будинок розглядався не тільки як науково-дослідна робота, а також як енергетичний стандарт майбутнього.
Наразі Ловінс очолює Rocky Mountain Institute (Колорадо, США) — дослідницький центр, що займається розробкою інноваційних технологій у сфері навколишнього середовища та енергетики.